# Islândia nos Jogos Olímpicos de Inverno de 1992
A Islândia competiu nos Jogos Olímpicos de Inverno de 1992 em Albertville, França.